# بیرن‌برگ
بیرن‌برگ (به نروژی: Beerenberg) شمالی‌ترین آتشفشان فعال جهان است. این کوه در جزیرهٔ یان ماین نروژ قرار دارد.
بیرن برگ نقطه شمال شرقی یان ماین را تشکیل می‌دهد و با یخچال طبیعی پوشیده شده. دهانه قله آن یک کیلومتر پهنا دارد.
نام بیرن‌برگ واژه‌ای هلندی (با تلفظ اصلی بیرِن‌بِرخ) است به معنی «کوه خرس‌ها».

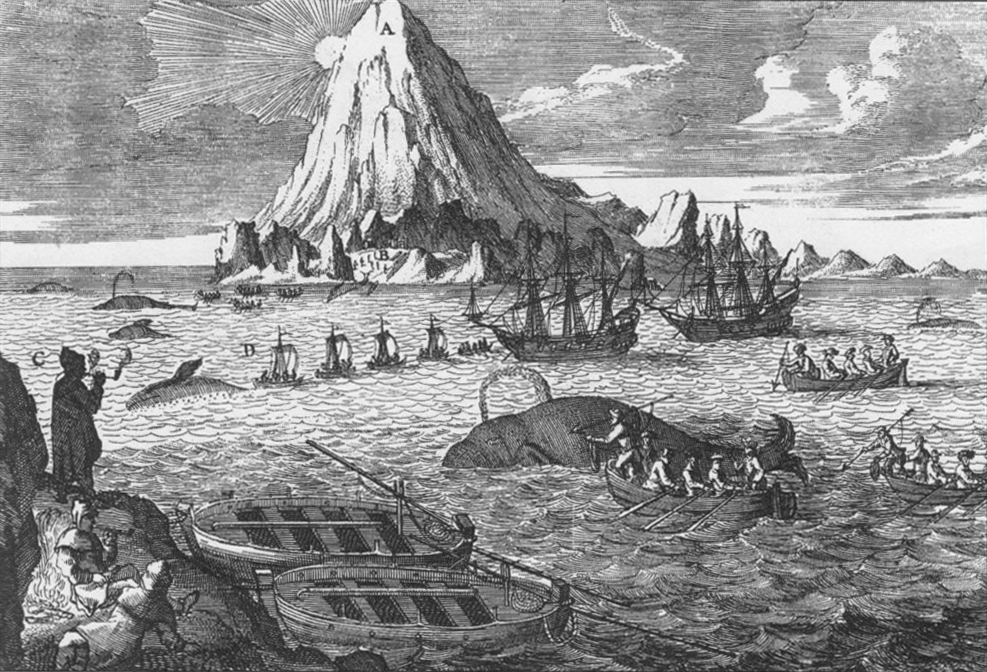
یک نقاشی از سدهٔ ۱۸ از شکارچیان هلندی نهنگ گرینلندی. بیرن‌برگ پشت سر آن‌ها دیده می‌شود.